# سم رایدر (خواننده)
سم رایدر (به انگلیسی: Sam Ryder) (زاده ۱۴ مارس ۱۹۹۹) خواننده، ترانه‌سرا انگلیسی است.
او نماینده بریتانیا در یوروویژن ۲۰۲۲ بود و به مقام دوم دست یافت.